# Slag bij Beda Fomm
De Slag bij Beda Fomm was een militair treffen tussen Britse en Italiaanse strijdkrachten tijdens de Noord-Afrikaanse campagne van de Tweede Wereldoorlog. De slag bij Beda Fomm wordt beschouwd als de laatste fase van Operatie Compass.

## Verloop van de slag

### Aanloop
Naarmate operatie Compass vorderde en de Britten de Italiaanse strijdkrachten verder terug begonnen te dringen, wisten de Britse spionagediensten te weten te komen dat het Italiaanse leger zich opmaakte om verder terug te trekken via Beda Fomm, een klein kustplaatsje in het zuidwesten van Cyrenaica in Libië.

### Combeforce
De Britten besloten hun 7e Tankdivisie dwars door de woestijn naar Beda Fomm te sturen, om zo het terugtrekkende Italiaanse 10e Leger de pas af te snijden, terwijl de Australiërs de Italianen moesten opjagen langs de kustweg. De weg die de 7e Tankdivisie moest afleggen liep echter door erg ruw terrein, dat nauwelijks in kaart was gebracht: de woestijn ten zuiden van Jebel Akhdar. Daardoor begonnen de tankregimenten van de divisie te vertragen. Er werd besloten om de snelste eenheden van de divisie, de 4e Gepantserde Brigade en onderdelen van de 11e Hussars, vooruit te sturen en de weg te blokkeren bij Beda Fomm. Nadat deze gevechtsgroep echter té snel vooruit begon te snellen, werd besloten om de infanteristen van de Rifle Brigade in vrachtwagens naar de gevechtsgroep te sturen ter versterking. De volledige groep kwam onder bevel van luitenant-generaal John Combe en werd daarom Combeforce genoemd.
Combeforce, met een totale sterkte van ongeveer 2000 man, trok zo snel mogelijk door de woestijn naar Beda Fomm. In de morgen van 5 februari nam Combeforce positie in van Msus, ten noordoosten van Beda Fomm, tot Sidi Saleh, ten zuiden van het plaatsje. Enkele uren na de middag kwamen de eerste Italianen in zicht. A-compagnie van de Rifle Brigade en C-compagnie van de 11e Hussars stopten een eerste colonne. De Italianen begonnen uit te wijken naar de zee, in de hoop zo naar het zuiden door te stoten, maar raakten ook daar verwikkeld in gevechten met Combeforce.
Aangezien de Britten een volledig Italiaans leger tegenover zich hadden, lieten ze de Italianen niet aan de bal komen. Onderdelen van de 7e Hussars gingen samen met de A-compagnie van het 2e Royal Tank Regiment in de aanval tegen een Italiaanse colonne, die vernietigd werd. Rond 18u werd een Italiaanse infanteriecolonne overvallen. Tijdens deze actie nam een Britse soldaat te voet twee Italiaanse tankbemanningen gevangen door op de tank te springen en met zijn wapen de bemanning naar buiten te dwingen.

### De eerste doorbraakpogingen
De rest van de dag en tijdens de nacht werden er sporadisch schoten gelost. De volgende morgen gingen echter drie Italiaanse colonnes in de aanval tegen de wegversperring bij Beda Fomm. De Italianen werden gesteund door 300 voertuigen, maar de eerste twee colonnes werden relatief gemakkelijk tot stand gebracht en er werden veel gevangenen gemaakt. Rond 11u30 werd ook de derde aanval afgeslagen. Naast een nakend tekort aan munitie, begon ook de gestage stroom van gevangenen een probleem te worden voor de kleine Britse strijdmacht. Er werd snel een beveiligd gebied opgericht waar de gevangenen werden bewaakt door een peloton van C-compagnie, 2e Rifle Brigade. Later die dag arriveerde ook de rest van de 4e Gepantserde Brigade en viel de Italianen aan in hun flank ten noorden van Beda Fomm.
Een snelle instorting van de Italianen was echter niet zichtbaar en het zwaartepunt van de slag verplaatste zich naar een kleine heuvel enkele kilometers ten noorden van de wegversperring. Daar ontstond een tankslag tussen de Britse Cruiser tanks in ingegraven posities en de aanvallende Italiaanse tanks die beneden langs de weg trachtten op te rukken. De heuvel veranderde tijdens de slag voortduren van bezetting en ondertussen moesten de verdedigers van de wegversperring Italianen verdrijven die langs de duinen trachtten door te breken.
Net toen de munitievoorraden van de 3e en 7e Hussars begonnen op te raken, arriveerde het 1e Royal Tank Regiment op het slagveld. Het 1e Royal Tank Regiment schoot een Italiaanse colonne uiteen en gaf op die manier gelegendheid aan de Hussars om zich te hergroeperen, aangezien zij nog maar zes werkende tanks tot hun beschikking hadden. Rond half drie in de middag werd nog een Italiaanse colonne vernietigd en kwamen de Britten te weten dat Italiaanse tanks een ontsnappingspoging ondernamen in noordoostelijke richting. Met een minimale troepensterkte joegen de Britse tanks de Italianen op: in het zuiden werkte de 7e Hussars zich naar voren in een Italiaanse colonne terwijl het 2e Royal Tank Regiment diezelfde colonne oprolde vanuit het noorden. In het centrum viel het 1e Royal Tank Regiment en de drie laatste tanks van de 3e Hussars een Italiaanse tankcolonne aan die naar het noordwesten trok.

### De laatste dag
In de avond van 6 februari 1941 trachtten de Italianen nog een keer door te breken. Drie colonnes tanks slaagden erin om de dunne linies van de Rifle Brigade te penetreren, maar de aanval werd afgeslagen en 500 Italianen werden gevangengenomen. De rest van de nacht was het rustig bij Beda Fomm, en overal in de omgeving waren er brandende tanks en Italiaanse soldaten die zich probeerden over te geven.
In de vroege uren van 7 februari, rond half zeven, kwam de laatste Italiaanse doorbraakpoging. Twintig Italiaanse Fiat M13/40-tanks braken door de dunne Britse linies bij Sidi Saleh, maar werden op enkele meters van het Britse hoofdkwartier gestopt door antitankgeschut. De vrachtwagens met de Italiaanse infanterie werden snel gestopt door Brits mitrailleurvuur. De Italiaanse bevelhebber, generaal Tellera, werd in het hoofd geraakt door een kogel en stierf. Luitenant-generaal Bergonzoli nam het bevel over en gaf zich over aan de Britten, samen met de rest van het 10e Leger. De slag bij Beda Fomm was afgelopen.

### Afloop
De Britten wisten 25.000 Italianen krijgsgevangen te nemen. De materiële schade was voor de Italianen eveneens groot: 100 tanks, 216 kanonnen en 1500 andere voertuigen vielen in handen van het Britse leger. De drie dagen na het einde van de slag hielden de Britten zich bezig met het verzamelen van alle voorraden die de Italianen hadden achtergelaten: kledij, voedsel, medicijnen, wapens, benzine,...
De slag bij Beda Fomm opende de weg naar Benghazi en zorgde er eveneens voor dat de Italiaanse strijdkrachten in Noord-Afrika geen directe bedreiging meer vormden. Hierdoor kwamen Britse troepen vrij voor de verdediging van Griekenland. De Britse 7e Pantserdivisie, die de bijnaam Desert Rats kreeg, werd uit de frontlijn gehaald omdat ze dringend aan vervangingen toe was.